# Porina eminentior
Porina eminentior är en lavart som först beskrevs av William Nylander och som fick sitt nu gällande namn av P. M. McCarthy. 
Porina eminentior ingår i släktet Porina och familjen Porinaceae. Utöver nominatformen finns också underarten sorediifera.